# 南京の真実
『南京の真実』（なんきんのしんじつ）は、日本の映画作品。監督は水島総。全三部作を予定。2008年1月、第1部「七人の死刑囚」を公開した。

## 概要
「南京攻略戦の正確な検証と真実を全世界に伝える映画」と称して製作され、日中戦争下の南京事件を「歴史的事実に基づく政治的創作」として描く。制作主旨として、映画『南京』（2007年、アメリカ）を「中国共産党政府による国際的情報戦争（プロパガンダ）の一環」と位置づけ、「自虐史観に毒された歴史認識を打破し、『南京大虐殺』などは虚構であったということを証明したい」と監督の名で表明している。
2008年1月、第1部「七人の死刑囚」を公開。日本国内においては『産経新聞』に小さい記事が掲載されたのみにとどまった。
2017年1月、第3部「支那事変と中国共産党」を公開。
第2部、第4部、第5部も公開を目指し製作を予定している。関連情報をウェブサイトのスタッフブログ（#外部リンク）に掲載している。

### 第1部の試写会・上映会
2007年12月14日に東京の九段会館で第1部の試写会を行う予定だったが、撮影開始の遅れに伴い完成も遅れたために試写会は行われず、代わりに「撮影完了報告大会」として南京攻略戦に従軍した元兵士らの語り、南京事件に関するシンポジウムなどが行なわれた。
2008年1月25日に第一部『七人の死刑囚』試写会と（第一部の）完成披露記者会見がよみうりホールで行われ、自民党、民主党の（右派に属する）国会議員8名が出席した。同年4月と8月には靖国神社遊就館にて上映された。また4月14日には国会内の講堂で国会議員向けの試写会が行われ、自民党、民主党の国会議員16名が参加した。
日本全国での自主上映会を募集している。

### 第3、4部の試写会・上映会
『正論』2016年12月号の、映画『南京の真実』製作日誌のコラム上にて、第一部の続編は2017年初頭より全国で公開の予定と告知された。『南京の真実』第二部はアメリカロケを敢行し、『ザ・レイプ・オブ・南京』の著者アイリス・チャンの謎の死にも探求した大作のため、『南京の真実 第三部 南京への道』『南京の真実 第四部 南京攻略戦とその後』を先行して製作、公開する運びとなったという。
2017年1月30日第三部『支那事変と中国共産党』の試写会が東京のユーロスペースで行われた。

## シリーズ構成
- 第1部「七人の死刑囚」（テーマ：A級戦犯）東京裁判における判決により、処刑された7人（いわゆるA級戦犯6名とBC級戦犯1名）の死刑直前の最後の一日を、B級戦犯として処刑された松井石根を主人公として描く。
- 第2部「反論・検証編」（ドキュメンタリー）（制作予定）
- 第3部「支那事変と中国共産党」
- 第4部（制作予定）
- 第5部（制作予定）

続編として第2部「反論・検証編」（ドキュメンタリー）より先に、第3部を完成。続いて第4部、第5部のドキュメント映画を製作予定。

## 出演者
第1部出演者
- 松井石根 - 浜畑賢吉
- 東條英機 - 藤巻潤
- 広田弘毅 - 寺田農
- 板垣征四郎 - 山本昌平
- 土肥原賢二 - 渥美国泰
- 武藤章 - 十貫寺梅軒
- 木村兵太郎 - 久保明
- 花山信勝 - 三上寛
- 松井石根夫人・文子 - 上村香子
- 広田弘毅夫人・静子 - 烏丸せつこ
- 松井石根の養女・久江 - 小林麻子
- 桜の下の子供 - 吉越拓矢、吉岡天美
- 杉野軍曹 - 大木章
- インタビュー出演 - 稲垣清[7]、斉藤敏胤[7]、家田久須美、納谷勝[7]、市川治平[7]、永田尚武[7]

## スタッフ
- 脚本・監督・編集・製作者・エグゼクティブプロデューサー - 水島総
- プロデューサー - 井上敏治
- 撮影- 末廣健治
- 照明 - 渡邊康
- 美術- 安藤篤
- 録音 - 山田均
- 編集- 古俣裕之
- 助監督 - 川原圭敬、本間和彦、長尾学
- 音楽 - 風戸慎介
- 操演 - テイクワン
- スタントコーディネイター - 中瀬博文
- 技術協力 - ビデオフォーカス
- MA - アオイスタジオ
- フィルムプロセス - ヨコシネ ディー アイ エー
- スタジオ - 緑山スタジオ・シティ（ノークレジット[8]）、日活撮影所
- 製作 - チャンネル桜エンタテインメント、ワールド・インタラクティブ・ネットワーク・システムズ・ジャパン

## 書籍
- 『1937南京の真実』水島総原作、前田俊夫作画、映画『南京の真実』製作委員会・チャンネル桜エンタテインメント製作・監修、飛鳥新社、2008年12月。ISBN 978-4-87031-891-5。

第3部（当初は第1部）「アメリカ編」の脚本を漫画化したもの。

## DVD
- 2012年より、チャンネル桜で「南京の真実 第一部 七人の『死刑囚』」のDVDを販売している（1枚3,000円）[1]。

## エピソード
- 製作費として予定していた3億円は、うち4,000万円を監督の水島が代表を務める日本文化チャンネル桜側が準備[9]し、残り2億6,000万円については団体・個人から1口1万円の寄付を募った。その後、寄付総額が制作予算に達したため全額を寄付金で賄うこととなった[10]。
- 製作に必要な資料の収集は、山田順の娘が渡米しておこなった（山田によると、藤井厳喜を通して依頼があったという）[11]。
- 当初は中華人民共和国内でのロケーション撮影も検討したものの、内容が中華人民共和国政府の主張と相反するため実現しなかった。また、第1部を「アメリカ編」としアメリカでの撮影を行うため準備を進めていたが制作延期となった。そのため、第2部としていた「七人の死刑囚」を第1部に回し、アメリカ編は第3部として仕切り直しすることとなった。
- 石原慎太郎、阿羅健一、岡崎久彦、櫻井よしこ、佐藤勝巳、篠沢秀夫、水間政憲、西尾幹二などが賛同者に名を連ねている[12]。
- 処刑直前のワインを白い紙コップに注ぐシーンを巡り水間と対立。水島はGHQが日本の業者に作らせたと主張。しかし“日本で飲料用紙コップの生産が開始されたのは、1954年（昭和29年）のこと”とメーカーである東罐興業のサイトにあり[13]、松井石根らの死刑執行日（1948年12月23日）と矛盾する。